# Robert Russell Bennett
Robert  Bennett (* 15. Juni 1894 in Kansas City, Missouri; † 18. August 1981 in New York City) war ein US-amerikanischer Komponist.

## Leben
Robert Russell Bennett erhielt seine Ausbildung ab 1908 bei Carl Busch. Auf Europareisen nahm er Unterricht bei Nadia Boulanger. 1928 erhielt er ein Guggenheim-Stipendium. Er arbeitete ab 1930 für die Filmstudios von Hollywood und ab 1941 als Kapellmeister verschiedener Rundfunk- und Fernsehorchester. 1957 und 2008 erhielt er je einen Spezial-Tony Award für seine Verdienste um das Broadway-Musical. Für die Musik zu Oklahoma! wurde er 1956 mit dem Oscar ausgezeichnet. Zuvor hatte er bereits 1939 eine Nominierung erhalten. 
Er komponierte sechs Opern und eine Operette, Sinfonien, Filmmusiken, ein Gitarrenkonzert und ein Konzert für Violine, Klavier und Orchester, kammermusikalische Werke, eine Orgelsonate und Chorwerke.

## Werke (Auswahl)
- 1927: Endymion (Opern-Ballett nach Bernard le Bovier de Fontenelle)
- 1928: Sights and Sounds, An Orchestral Entertainment (Suite)
- 1929: Abraham Lincoln, A Likeness in Symphony Form
- 1935: Maria Malibran (Oper)
- 1938: Pacific Liner (Filmmusik)
- 1938: Next Time I Marry (Filmmusik)
- 1939: Intermezzo (Filmmusik)
- 1945: The Enchanted Kiss (Radio-Oper nach O. Henry)
- 1953: Victory at Sea, Volume 1 (LP, US: Gold)[2]